# Система мононуклеарних фагоцитів
Система мононуклеарних фагоцитів (англ. Mononuclear phagocyte system, раніше знана як Ретикулоендотеліальна система, англ. reticuloendothelial system) — частина імунної системи, яка складається з фагоцитарних клітин, розташованих у ретикулярній сполучній тканині. Це насамперед моноцити та макрофаги, і вони накопичуються у лімфатичних вузлах і селезінці. Клітини Купфера (спеціалізовані макрофаги печінки та тканин) також входять до складу цієї системи. Мононуклеарна система фагоцитів і моноцитарна система макрофагів відносяться до двох різних утворень, хоча часто помилково розуміються як одна. «Ретикулоендотеліальна система» — старий термін для означення системи мононуклеарних фагоцитів, але він зараз використовується рідше, оскільки є розуміння того, що більшість клітин ендотелію не є макрофагами.

## Історичні факти
У минулому було багато спроб класифікувати фагоцитарні мононуклеарні клітини та визначити клітинну систему, до якої її класифікують. Серед них була «макрофагальна система» Мечникова, «ретикуло-ендотеліальна система» Людвіга Ашоффа і «ретикуло-гістіоцитарна система», яку запропонували Вольтерра та Томас. Жодна з них не задовольняла науковців у світлі наявних знань. Тому в 1969 році група дослідників запропонувала нову класифікацію всіх високофагоцитарних мононуклеарних клітин та їх попередників, яку вони назвали «системою мононуклеарних системою фагоцитів». Ця система включає промоноцити та їх попередники в кістковому мозку, моноцити в периферичній крові та макрофаги в тканинах. Подальша консультація з численними фахівцями у всьому світі призвела до деяких змін у цій класифікації, яка зараз пропонується в переглянутому вигляді. Включення клітин у цю систему ґрунтується на подібності морфології, функції, походження і кінетикою фагоцитів. За цими критеріями виключаються ретикулярні, дендритні, ендотеліальні клітини та фібробласти (фіброцити). Зазначається, що у міру набуття нових знань можуть бути внесені модифікації, певні клітини додаються або вилучаються з нової класифікації.
У минулому було зроблено багато спроб визначити систему, утворену фагоцитарними клітинами. Ілля Мечников (1892) першим класифікував ці клітини як «макрофаги» (великі пожирачі) та «мікрофаги» (тобто менші пожирачі, поліморфноядерні лейкоцити). Він продемонстрував, що обидва ці типи фагоцитів, які вважалися просто відлякувачами, також «відігравали важливу роль у опорі хазяїна проти інфекцій, оскільки вони не лише поглинають, але й швидко вбивають та перетравлюють більшість мікроорганізмів, що вторглися». Мечников зробив висновок, що зараження траплялося тоді, коли мікроорганізми чинили опір поглинанню або були здатні виживати у цитоплазмі фагоцитів. Він визнав тісний зв'язок між одноядерними фагоцитарними клітинами селезінки, лімфатичних вузлів, кісткового мозку, і макрофагів поза межами цих органів — наприклад, у сполучній тканині. Це дало йому змогу ввести термін «система макрофагів».
Людвіг Ашофф у 1924 році розвинув цю концепцію, згрупувавши кілька видів клітин у тому понятті, що він згодом назвав ретикулоендотеліальною системою. Клітини за Ашоффом розрізняють, ранжируючи в порядку зростання фагоцитарної активності. Через дуже низьку фагоцитарну активність, Ашофф навмисно виключив ендотеліальні клітини та фіброцити з ретикулоендотеліальної системи. Ретикулярні клітини селезінки, лімфатичних вузлів, ретикулоендотеліальні клітини лімфи і синусів крові становлять, за його поглядами, ретикулоендотеліальну систему разом з моноцитами. У своєму огляді він зазначав, що впровадження такої системи не означає, що всі клітини однакові, вони відрізняються своєю морфологією, розташуванням в організмі та швидкістю поглинання чужорідних матеріалів. Він вказав на важливість певної фундаментальної подібності стосовно фагоцитозу та складу клітин. Ашофф очікував, що майбутні дослідження дозволять точніше розрізняти ці клітини. Поняття ретикулоендотеліальної системи зазнало широкої критики. А. Максимов вважав термін «ретикулоендотелій» недоцільним, тому що справжня ендотеліальна клітина судин морфологічно і функціонально дуже відрізняється від гістіоцитів і тим більше від ретикулярних клітин. Ці клітини не мають джерела ь єдиного походження і вони також відрізняються функціонально. Зокрема, так званий кліренс кровотоку зроблено клітиамни Купфера і макрофагами пульпи селезінки, але не ендотеліальними чи ретикулярними клітинами. Тому неправильно використовувати терміни «ретикулоендотеліальна система» і «ретикулоендотеліальні клітини».
Залучення клітинами життєво важливого барвника, яке Ашофф використовував для визначення ретикулоендотеліальної системи, вважалося ним наслідком фагоцитозу. Однак клітини, наприклад, ендотеліальні, фіброцити, ретикулярні також можуть мітитись внаслідок піноцитозу, особливо коли застосовуються великі кількості барвника. Таким чином таке маркування було ненадійним як критерій ідентифікації мононуклеарних фагоцитів. Для вивчення взаємозв'язку між фагоцитарними клітинами на різних анатомічних ділянках розміщуються маркери, які ендоцитизуються, але не перетравлюються (наприклад, колоїдний вуглець, частинки латексу з полістиролу, оксид заліза та колоїдне золото), що також є ненадійним. Якщо такі маркери звільняються від початково помічених клітин, зокрема після загибелі такої клітини, ці маркери можуть бути сприйняті іншими клітинами з високою або низькою ендоцитарною активністю.
Дж. Томас зауважив, що критикований термін «ретикулоендотеліальна система», який використовувався «особливо патологами та імунологами», став більш об'єктивним. Він знову ввів термін «система ретикулогістіоцитів», який запропонував М. Вольтерра ще 1927 року. За Томасом, etat histiocytaire не обмежується гістіоцитами сполучної тканини, оскільки також може бути прийняте іншими клітинами, такими як смугасті та гладком'язові клітини, кісткові клітини, клітини Шванна та епітеліальні клітини, все це може отримати «гістіоцитарний стан» за особливих обставин. Серед функціональних властивостей цих клітин Томас включав не тільки фагоцитоз і рухливість, але й посилену метаболічну активність, зокрема, високу швидкість синтезу білка, що вважалося важливим для проліферації та росту клітин. Як тільки він встановив, які стверджував, стабільність гістіоцитарного стану; активні гістіоцити можуть стати гістіоцитами спокою або ретикулярними клітинами.
Поняття ретикулоендотеліальної системи, а також системи ретикулогістіоцитів, не задовольняли сучасні знання про мононуклеарні фагоцити. З цієї причини під час наукової конференції з моноядерних фагоцитів, що відбулась у м. Лейден, Нідерланди 1969 року було запропоновано нову класифікацію цих клітин й винесено на обговорення під час засідань. Пізніше, після консультацій інших фахівців у цій галузі, зробили деякі зміни, і їх включили до документу, який засвідчив нове поняття «система мононуклеарних фагоцитів».

## Підґрунтя поняття «система мононуклеарних фагоцитів»
Тільки за структурними критеріями моноядерні фагоцити іноді важко відрізнити від лімфоцитів. Однак лімфоцити належать до іншої клітинної лінії за різним їх походженням (тимус / вилочкова залоза та кістковий мозок), тривалістю життя (короткотривала і довготривала) та іншою функцією (наприклад, нефагоцитарною). Термін «моноядерні клітини», який часто використовується для позначення лімфоцитів, моноцитів і макрофагів, не належним чином характеризує ці клітини зважуючи на їхні функції, історії життя та морфологію.
Функціональними критеріями, що обґрунтовували включення макрофагів, моноцитів та промоноцитів до єдиної системи, є фагоцитоз і піноцитоз, а також здатність міцно прикріплюватися дзеркально. Ці властивості забезпечують засіб для характеристики та виокремлення цих клітин. Процес поглинання частинок мононуклеарними фагоцитами можна розділити на дві дискретні фази: спочатку прикріплення частинки до поверхні клітини, а потім впровадження всередину. Моноцити та макрофаги мають рецептори для імуноглобулінів і комплементу на поверхні клітини. Приєднання частинок опосередковується антитілами (проти антигенів) або антитілами разом з комплементом. Вкладення може сприяти також й інші клітини, які присутні в нормальній сироватці крові, що в деяких випадках були визначені як імуноглобуліни, а в інших їхня приналежність ще не виявлена. Деякі види можуть приєднуватися без очевидної потреби в сироваткових факторах. Фагоцитоз, опосередкований імуноглобулінами з або без комплементу, має назву «імунний» фагоцитоз. Деякі види клітин можуть приєднуватися без очевидної потреби в сироваткових факторах. Моноцити та макрофаги, які несуть на поверхні клітини рецептори імуноглобуліну та комплементу, розглядаються як «професійні» фагоцити, щоб відрізнити їх від «факультативних» («непрофесійних») фагоцитарних клітин. Ці клітини — фібробласти, ретикулярні та ендотеліальні клітини, які можуть поглинати частинки з низькою швидкістю і незалежно від імуноглобулінів або комплементу, ймовірно, не мають рецепторів для цих компонентів.
Фагоцитоз, який здійснюють деякі факультативні фагоцитарні клітини, навіть гальмується сироваткою крові, ймовірно, маскуючи місця взаємодії між частинками та поверхнею клітин. Крім морфологічних і функціональних характеристик, результати цитокінетичних досліджень також дали можливість пропонувати термін «система мононуклеарних фагоцитів». Ці дослідження проводилися на звичайних тваринах, тваринах з гострим або хронічним запаленням, смертельно опромінених тваринах з або без екранування кісткового мозку, на радіаційних химерах і парабіотичних тваринах, використовуючи радіоактивні ізотопи, хромосоми або тканинні антигени як стабільні маркери. Ці дослідження переконливо показали, що мононуклеарні фагоцити походять з клітин-попередників кісткового мозку, транспортуються через периферичну кров як моноцити, і з часом стають тканинними макрофагами. Запропонована концепція мононуклеарного (моноядерного) фагоцита, система, що включає групу клітин, споріднених за схожістю морфології, функції та походження, є когерентнішим поняттям, ніж ретикулоендотеліальна або ретикулогістіоцитарна система. Термін «мононуклеарний фагоцит» вважається найдоцільнішим для позначення всіх ліній клітин. Хоча поліморфноядерні фагоцити теж є одноядерними, вони належать до іншої клітинної лінії, оскільки їх походження різне, розбіжна кінетика та функціональна поведінка. Однак лише за структурними критеріями одноядерні фагоцити іноді важко відрізнити від лімфоцитів. Лімфоцити належать до іншої лінії клітин через різне їх походження (тимус і кістковий мозок), тривалість життя (короткочасний і довгожитель) та функції (наприклад, нефагоцитарні). Термін «мононуклеарні клітини», який часто використовують для позначення лімфоцитів, моноцитів і макрофагів, є недостатнім; він не належним чином характеризує ці клітини щодо їхніх функцій, історії життя та морфології.
Найбільш незрілою клітиною системи мононуклеарних фагоцитів, яку можна розпізнати в кістковому мозку, є промоноцит. Це мультиреплікативна клітина, яка шляхом ділення дає два моноцити. Незважаючи на те, що промоноцит є найбільш ранньою ідентифікуваною клітиною в цій системі, повинна бути більш незріла клітина-попередник, яка є в пулі промоноцитів.
Функціональні критерії, що підтверджують включення макрофагів, моноцитів і промоноцитів до єдиної системи, це переважний фагоцитоз і піноцитоз, а також здатність міцно прикріпитися до поверхні.

## Складові частки
Селезінка — найбільша складова системи мононуклеарних фагоцитів. Моноцити утворюються в кістковому мозку і транспортуються кров'ю. Вони мігрують у тканини, де трансформуються в гістіоцити або макрофаги.
Макрофаги дифузно розсіяні у сполучній тканині та в печінці (клітини Купфера), селезінці та лімфатичних вузлах (гістіоцити синуса), легені (альвеолярні макрофаги) та центральній нервовій системі (мікроглії  гліальні гістіоцити). Якщо період напіввиведення моноцитів крові становить близько 1 дня, то тривалість життя тканинних макрофагів — кілька місяців або років. Морфологія мононуклеарних фагоцитів певною мірою залежить від органу або тканини, в якому вони присутні. Макрофаги у багатьох різних органах мають промієлобластне походження. Кінетичні дослідження показали це походження для макрофагів печінки (клітини Купфера) та легень (альвеолярні макрофаги). Макрофаги печінки, легенів, селезінки та очеревини мають кістковомозкове походження. До системи також належать макрофаги жирової тканини, гігантські клітини, клітини Лангерганса у шкірі, клітини Гофбауера в плаценті, інтрагломерулярні мезангіальні клітини нирок, епітеліоїдні клітини гранульом, перитонеальні макрофаги.
Ендотеліальні клітини та фібробласти, безумовно, виключаються з системи мононуклеарних фагоцитів. Обидва ці типи клітин не мають морфологічних характеристик одноядерних фагоцитів; жоден з цих типів не походить з моноцитів периферичної крові і жоден з них не є високофагоцитарним.

## Механізм роботи системи
Процес поглинання частинок одноядерними фагоцитами можна розділити на дві дискретні фази — приєднання до рецепторів фагоцита і введення частинки всередину. Система регулює утворення нових еритроцитів та лейкоцитів, знищення постарілих еритроцитів, утворення білків плазми та жовчних пігментів. У печінці клітини Купфера зберігають надлишок заліза після катаболізму гему при розпаді еритроцитів. У кістковому мозку та селезінці залізо зберігається в клітинах здебільшого як феритин. При станах перевантаження залізом більша частина його зберігається у вигляді гемосидеріну. Клітини системи утилізують гепарин завдяки гепариназі.
При запальних реакціях можна виявити гігантські багатоядерні клітини, що також належать до цієї системи, адже вони утворюються внаслідок злиття мононуклеарних фагоцитів. Епітеліоїдні клітини, що зустрічаються в цих конгломератах, також виникають від моноцитів або макрофагів. Самі ретикулярні клітини не розглядаються як мононуклеарні фагоцити, оскільки, хоча вони можуть поглинати тверді частинки, проте не є дуже фагоцитарними, а оскільки вони не виявляють
імунний фагоцитоз їм бракує рецепторів до імуноглобулінів.